# ناحیه کیسی، شهرستان کلارک، ایلینوی
ناحیه کیسی، شهرستان کلارک، ایلینوی (به انگلیسی: Casey Township) یک منطقهٔ مسکونی در ایالات متحده آمریکا است که در شهرستان کلارک، ایلینوی واقع شده‌است. ناحیه کیسی ۳٬۹۵۸ نفر جمعیت دارد و ۱۹۲ متر بالاتر از سطح دریا واقع شده‌است.